# Галин (Мичиген)
Галин (Мичиген) (енгл. Galien) град је у америчкој савезној држави Мичиген.

## Демографија
По попису из 2010. године број становника је 549, што је 44 (-7,4%) становника мање него 2000. године.
| Група             | 2000.       | 2010.       |
| Белци             | 574 (96,8%) | 521 (94,9%) |
| Афроамериканци    | 0 (0,0%)    | 6 (1,1%)    |
| Азијати           | 0 (0,0%)    | 1 (0,2%)    |
| Хиспаноамериканци | 5 (0,8%)    | 10 (1,8%)   |
| Укупно            | 593         | 549         |